# Canal de Villares
El canal de Villares es una obra de ingeniería civil que se inauguró en 1968. Dicho canal discurre 21,6 kilómetros íntegramente en la provincia de León, permitiendo el riego de 2.260 hectáreas con agua dulce proveniente del embalse de Barrios de Luna. El uso principal del agua es la agricultura.

## Datos técnicos[1]
- Longitud: 21,6 kilómetros

- Superficie dominada: 3.575 hectáreas

- Superficie regada: 2.260 hectáreas

- Caudal máximo en origen: 8,4 m³/s